# 古拉尼人
古拉尼人（古拉尼語：Горанци / Goranci）是居住在橫跨科索沃、北馬其頓、阿爾巴尼亞三國的戈拉地區的一個民族，他們是南部斯拉夫民族的一支，大多信仰伊斯蘭教。過去曾視他們是波士尼亞人、塞爾維亞人、保加利亞人、馬其頓人、土耳其人的一部分。古拉尼人的一部分已經被阿爾巴尼亞化。在1991年南斯拉夫的人口普查中，他們自稱為穆斯林族。在馬其頓共和國，古拉尼人的民族認同因宗教信仰而大不相同。